# Водяний провулок (Київ)
Водяни́й прову́лок — зниклий провулок, що існував у Подільському районі міста Києва, місцевості Пріорка, Вітряні гори. Пролягав від Перемишльської до Зустрічної вулиці.
Прилучалася Перемишльська вулиця.

## Історія
Провулок виник у середині XX століття. Назву Водяний (від Водяної вулиці, що пролягала поруч) провулок отримав у 1950-ті роки. 
Ліквідований у зв'язку зі зміною забудови наприкінці 1970-х — на початку 1980-х років. 